# Sanktuarium der Jungfrau Maria Stern der Neuevangelisierung und des hl. Johannes Paul II.

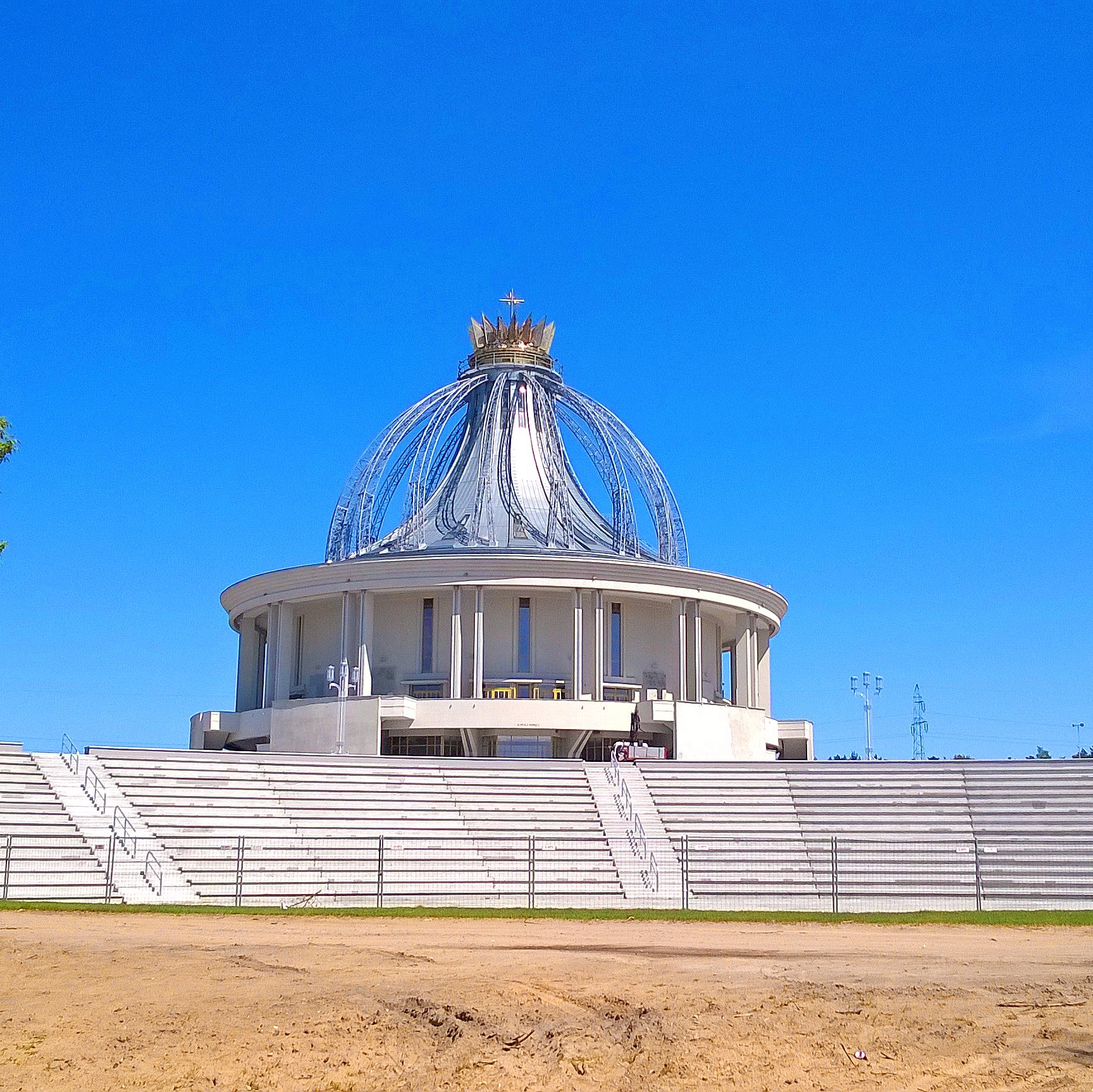
Sanktuarium der Jungfrau Maria Stern der Neuevangelisierung und des hl. Johannes Paul II.

Das Sanktuarium der Jungfrau Maria Stern der Neuevangelisierung und des hl. Johannes Paul II. (polnisch Sanktuarium NMP Gwiazdy Nowej Ewangelizacji i św. Jana Pawła II, lat. Sanctuarium Mariae Sanctissimae Stellae Novae Evangelizationis atque sancti Ioannis Pauli II) in Toruń ist ein junges polnisches Heiligtum in der Jurisdiktion der Redemptoristen.

## Geschichte
Das Sanktuarium entstand auf Initiative Pater Rydzyks, der das Pontifikat von Papst Johannes Paul II. mit einem eigenen Sanktuarium würdigen wollte. Der Ort unter dem Kirchengebäude wurde am 20. Juni 2012 geweiht. Am 8. September 2012 folgte der Stiftungsakt. Zur Grundsteinlegung kam es drei Jahre später am 5. September 2015.
Schließlich fand am 18. Mai 2016 die Kirchweihe und die Altarweihe durch den Päpstlichen Legaten Kardinal Grocholewski statt. Er wurde begleitet von Kardinal Dziwisz und Erzbischof Mokrzycki, vom Apostolischen Nuntius Migliore sowie von Generalvikar Szamocki. Es musizierte Das Repräsentative Kunstensemble der Polnischen Armee (RZAWP). Als Ehrengäste waren unter anderem der polnische Staatspräsident Andrzej Duda, die polnische Ministerpräsidentin Beata Szydło (PiS) sowie der Sejm-Abgeordnete und PiS-Parteivorsitzende Jarosław Kaczyński anwesend. Das katholische Fernsehprogramm TV Trwam übertrug das mehr als fünfstündige Kirchweihfest live. Zur Einstimmung fanden vor der Kirche zwei Open-Air-Konzerte mit Maciej Wróblewski und Eleni Tzoka statt. Die eigentliche Kirchweihe begann mit der Lustration, einer feierlichen Reinigung der Kirche von außen. Nach dem Einzugsritus in Form einer großen Prozession, welche die polnische Geschichte von der Christianisierung im Jahr 966 bis zur Wahl von Johannes Paul II. im Jahr 1978 symbolisierte, wurde ein Brief von Papst Franziskus sowie ein Brief des polnischen Regierungskabinetts verlesen. Anschließend erfolgte die Besprengung des Altars und des Innenraums mit Gregoriuswasser. Der Altar und bestimmte Stellen in der Kirche wurden mit Chrisam gesalbt und mit einem Weihrauchopfer geehrt. An den Seiten des Altars wurden Dochte entzündet und der Altar zu Georg Friedrich Händels Halleluja-Chor bekleidet. Vor der Kirche feuerten polnische Kleinadlige Salutschüsse mit historischen Kanonen ab. Zum Abschluss erfolgte die Weihepräfation und das erste heilige Messopfer, das vom Konsekrator dargebracht wurde. Nach der liturgischen Feier war Markt und Volksfest.

## Galerie

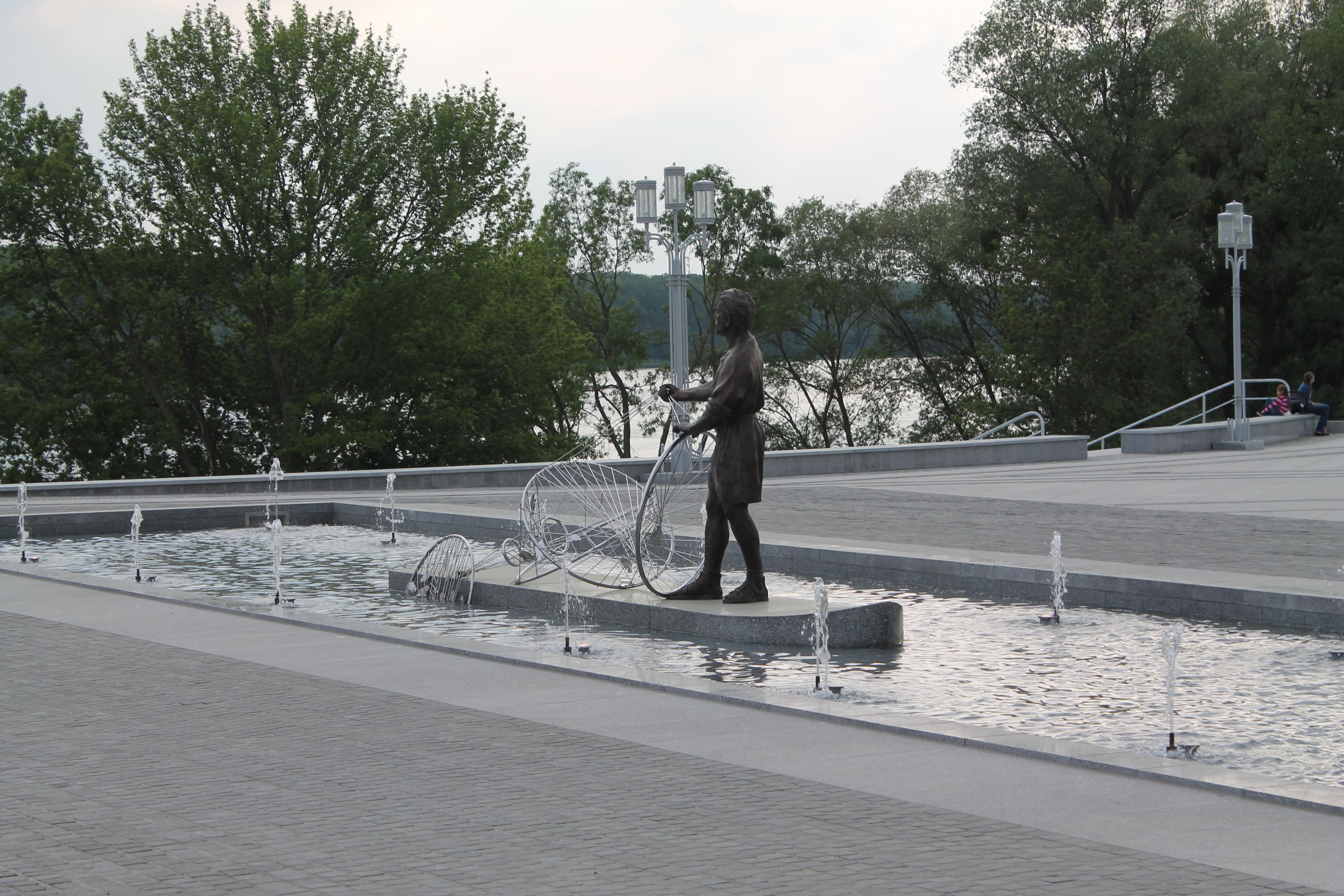
Fischerdenkmal vor dem Sanktuarium